# Anilocra ankistra
Anilocra ankistra es una especie de crustáceo isópodo marino del género Anilocra, familia Cymothoidae.
Fue descrita científicamente por Bruce en 1987.

## Distribución
Esta especie se encuentra en Australia, Kenia y la parte central del Indo-Pacífico.